# Port-Menier
Port-Menier ist ein kleines Fischerdorf auf der Insel Anticosti in der Provinz Québec (Kanada) mit 263 Einwohnern (von 281 insgesamt auf der Insel, Stand Volkszählung 2006). Port Menier ist Hauptort der Insel und liegt ganz im Anticosti-Schutzgebiet auf 53 Meter Höhe. Nachbargemeinden sind Baie-Sainte-Claire und Bec-Scie.
Der Ort liegt an der von der Fracht- und Passagierfähre Bella Desgagnés bedienten Fährverbindung zwischen Rimouski am Sankt-Lorenz-Strom und Blanc-Sablon im Osten der Provinz Québec.

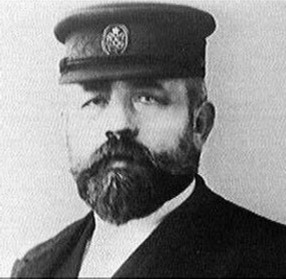
Gründer Henri Menier